# El Paso (Guyana)
El Paso es una comunidad amerindia en la región de Potaro-Siparuni de Guyana , al oeste de la pista de aterrizaje de Tumatumari. Es poblado por indígenas y por individuos de etnias mezcladas. Los indígenas son miembros de las tribus de macchusi, de akaweyo y de wapishana. Hay un cierto grado de integración con otros grupos de la raza. 
Hay una escuela primaria y una iglesia anglicana. La mayor parte de los indígenas se ha movido lejos de su cultura tradicional y ha abrazado la cultura occidental. Hay aproximadamente 40 casas en esta aldea. 
Esta comunidad se encuentra dentro de la Guayana Esequiba, zona reclamada por Venezuela. 
- Datos: Q3306439